# Killona, Louisiana
Killona, Louisiana (енгл. Killona) насељено је место без административног статуса у америчкој савезној држави Луизијана.

## Демографија
По попису из 2010. године број становника је 793, што је 4 (-0,5%) становника мање него 2000. године.
| Група             | 2000.       | 2010.       |
| Белци             | 58 (7,3%)   | 11 (1,4%)   |
| Афроамериканци    | 731 (91,7%) | 776 (97,9%) |
| Азијати           | 0 (0,0%)    | 0 (0,0%)    |
| Хиспаноамериканци | 5 (0,6%)    | 2 (0,3%)    |
| Укупно            | 797         | 793         |